# 481993 Melaniezander
481993 Melaniezander este o planetă minoră (asteroid) din centura de asteroizi. A fost descoperită pe 13 septembrie 2009 la Observatorio del Teide⁠(d) de Matthias Busch⁠(d). 
Obiectul prezintă o orbită caracterizată de o semiaxă mare de 2,2359111328599 UAi, o excentricitate de 0,14, o înclinație de 3,9 ° în raport cu ecliptica.